# Gromada Świerklany
Die Gromada Świerklany war eine Verwaltungseinheit in der Volksrepublik Polen zwischen 1954 und 1972. Verwaltet wurde die Gromada vom Gromadzka Rada Narodowa dessen Sitz sich in Świerklany befand und der aus 27 Mitgliedern bestand.

Die Gromada Świerklany gehörte zum Powiat Rybnicki in der Woiwodschaft Katowice (damals Stalinogród) und bestand aus zwei  Sołectwa, den ehemaligen Gromadas Świerklany Dolne und Świerklany Górne der aufgelösten Gmina Jankowice Rybnickie.
 
Die Gromada Świerklany bestand bis zum 31. Dezember 1972.